# Real Murcia Imperial Club de Fútbol
El Real Murcia Imperial Club de Fútbol es un club de fútbol de España, de la ciudad de Murcia. Es el equipo filial del Real Murcia. En la temporada 2024-25 compite en Tercera Federación, el quinto nivel en la pirámide del fútbol español y cumple cien años desde su fundación, lo cual se ha celebrado devolviéndole al equipo su escudo original y con una campaña titulada: Cien años de Imperial.
Es el equipo con más temporadas en la historia de Tercera División, con un total de 68 temporadas disputadas hasta la temporada 2020/21, última temporada en la que se disputó esta competición.

## Historia
El club se fundó el 26 de septiembre de 1924 como Imperial Foot-ball Club. El Imperial, nombre de una marca de azafrán propiedad de la familia Puche-Baeza, tiene su origen en el Óvalo, siendo uno de los filiales más antiguos del mundo. Este equipo comenzó su actividad en el centro de la ciudad y después pasó al barrio murciano de El Carmen, obteniendo por ello el apodo de "Los Carmelitanos". El primer partido de la historia del Imperial se disputó en el campo deportivo de Alquerías el 21 de septiembre de 1924, enfrentándose al Alquerías y resultando un empate a uno. Al principio, el equipo no contaba con un campo propio y alternaba sus partidos entre La Torre de la Marquesa y La Condomina. En 1928, inauguraron su propio terreno de juego, el campo de Zarandona, ubicado entre las vías del tren y el Paseo Corvera. En la temporada 1929/30, el Imperial debuta en Tercera División, en el Grupo VII, donde se mantuvo en los puestos altos durante varias temporadas. Su primera participación en la Copa se produjo en la temporada 1931/32, enfrentándose al Sporting de Gijón y resultando en una derrota con un resultado global de 3-8.
Con la reestructuración de la Segunda División tras la Guerra Civil, el club experimentó un cambio en la temporada 1939/40 cuando fue incluido en el Grupo IV de dicha categoría, jugando así su única temporada en Segunda División. En 1941, el club cambió su nombre a Imperial Club de Fútbol por orden del Gobierno español. Durante esa temporada en Segunda División, el Imperial compitió contra el Real Murcia, ya que por aquel entonces no era su equipo filial. En 1943, el club regresó a Tercera División por invitación de la Real Federación Española de Fútbol, permaneciendo en esta categoría durante varios años.
Al finalizar la temporada 1951/52, el equipo dejó de competir durante dos temporadas debido a problemas económicos. En la temporada 1954/55, el Imperial volvió a competir en Tercera División y se mantuvo en esta categoría hasta la temporada 1970/71, cuando descendió a Preferente. Tras este descenso, el Imperial se convirtió en filial del Real Murcia. Después de varias temporadas en Preferente, el equipo regresó a Tercera División en la temporada 1980/81. A partir de 1993, por orden de la RFEF, el club cambió su nombre a Real Murcia Club de Fútbol "B".
Después de casi 15 años compitiendo en la Tercera División, en la temporada 1994/95 el equipo descendió a Preferente al descender el primer equipo, el Real Murcia, a la Tercera División. En la temporada 1995/96, aunque el equipo quedó muy lejos de los puestos de ascenso, el Real Murcia "B" regresó a la Tercera División al comprar la plaza del Cehegín CF. Durante los siguientes 10 años, el equipo se mantuvo asentado en la categoría.
En la temporada 2006/07, a pesar de terminar en la primera posición, el equipo no pudo ascender al perder en la promoción de ascenso contra la UD Villa de Santa Brígida. En la temporada 2007/08, el Real Murcia "B" logró el ascenso a Segunda División B al vencer en la final de la promoción de ascenso al CD Tudelano con un resultado global de 6-3. El equipo disputó el primer partido de su historia en esta categoría enfrentándose al Lorca Deportiva CF y obteniendo una victoria por 2-1 con dos goles de Matías Alonso. En 2008, el equipo adoptó el nombre de Real Murcia Imperial Club de Fútbol. En la temporada 2009/10, el equipo se mantuvo en Segunda División B, pero descendió a Tercera División debido al descenso del primer equipo, el Real Murcia, a Segunda División B.
En la temporada 2010/11, el Real Murcia Imperial volvió a jugar unos partidos de ascenso para regresar a Segunda División B, pero perdió en primera ronda contra el UD Almansa. No volvió a tener la oportunidad de jugar unas eliminatorias de ascenso hasta la temporada 2014/15. En esa temporada, aunque perdió en segunda ronda contra el CD Llosetense, ya se sabía desde hacía semanas que el equipo no podía ascender a Segunda División B porque en esa categoría jugaría el Real Murcia la próxima temporada, al no haber superado las eliminatoris de ascenso a la Segunda División. Tuvieron que pasar casi 10 años hasta que el Real Murcia Imperial volviera a tener la oportunidad de ascender, esta vez desde la Tercera Federación hacia la Segunda Federación en la temporada 2023/24. Tras superar las dos rondas regionales, el Real Murcia Imperial se enfrentó en la última ronda contra el CD Coria, pero perdió la eliminatoria con un global de 5-2. Actualmente, el equipo continúa en Tercera Federación.

## Centenario en 2024
Con motivo del centenario del Imperial CF en 2024, el Real Murcia decidió que en la temporada 2024/25 el Real Murcia Imperial vistiera una primera equipación diferente a la del Real Murcia, su primer equipo. Esta nueva primera equipación presenta franjas rojas y blancas, pantalón negro y medias negras, rememorando una de las vestimentas históricas del Imperial CF cuando era un equipo independiente. Este estilo de camiseta (rayas rojas y blancas) fue utilizado durante varias temporadas en sus inicios, incluyendo la temporada 1939/40, en la que el equipo jugó su única temporada en Segunda División.
La segunda equipación consiste en una camiseta blanca, pantalón negro y medias negras, otro uniforme icónico del Imperial CF durante muchos años. Ambas equipaciones presentan el escudo histórico del Imperial CF con el águila bicéfala, en vez del escudo del Real Murcia. Además, la tercera equipación del primer equipo, el Real Murcia, corresponde a la segunda equipación blanca del Real Murcia Imperial. Tanto estas equipaciones como las del primer equipo incluyen símbolos en la parte frontal y trasera del cuello en homenaje al centenario.
Durante el final de la temporada anterior, se iniciaron los homenajes con la distribución de chapas conmemorativas, que presentaban los diversos escudos históricos del Imperial CF, ofreciéndoselas a los aficionados durante los playoffs de ascenso del equipo.

## Uniforme
- Uniforme titular: Camiseta a franjas rojas y blancas, pantalón negro, medias negras.
- Uniforme alternativo: Camiseta blanca, pantalón negro, medias negras.

### Evolución del uniforme
| 1924 - 1939 | 1939 - 1944 | 1944 - 1955 | 1955 - 1964 | 1964 - 1972 |

| 1972 - 1987 | 1987 - 1994 | 1994 - 2016 | 2016 - 2024 | 2024 - Act. |

## Estadio
El Real Murcia Imperial disputa actualmente sus partidos en el campo de fútbol 11 del Campus de Espinardo de la Universidad de Murcia. Este campo, que forma parte de las instalaciones deportivas de la universidad, ha sido la sede del equipo filial del Real Murcia desde hace varias temporadas. Las instalaciones del campus ofrecen un césped bien mantenido y diversas comodidades tanto para los jugadores como para el cuerpo técnico. Además, su ubicación en el entorno universitario proporciona una excelente accesibilidad para los aficionados y estudiantes que asisten a los encuentros.

## Entrenadores
| Temporada | Entrenador                   | País      |
| --------- | ---------------------------- | --------- |
| 2006/07   | José Miguel Campos           | España    |
| 2007/08   | José Miguel Campos           | España    |
| 2008/09   | José Miguel Campos           | España    |
| 2008/09   | Manuel Requena               | España    |
| 2009/10   | Manuel Requena               | España    |
| 2010/11   | Antonio Gómez                | España    |
| 2011/12   | Héctor Sandroni              | Argentina |
| 2012/13   | Héctor Sandroni              | Argentina |
| 2013/14   | Gregorio Marmol              | España    |
| 2014/15   | Francisco García             | España    |
| 2015/16   | José Luis Acciari            | Argentina |
| 2016/17   | José Luis Acciari            | Argentina |
| 2017/18   | Víctor Basadre               | España    |
| 2018/19   | Javier Motos                 | España    |
| 2018/19   | Pedro Alburquerque Contreras | España    |
| 2019/20   | Javier Motos                 | España    |
| 2020/21   | José Luna López              | España    |
| 2021/22   | David Sánchez Rodríguez      | España    |
| 2022/23   | David Sánchez Rodríguez      | España    |
| 2023/24   | Carlos Cuéllar               | España    |
| 2024/25   | Carlos Cuéllar               | España    |

|  | Temporadas disputadas en Segunda División                      |
|  | Temporadas disputadas en Segunda División B                    |
|  | Temporadas disputadas en Tercera División / Tercera Federación |

## Datos del club

### Denominaciones
- Imperial Foot-ball Club: (1924-1941) Nombre original.
- Imperial Club de Fútbol: (1941-1993) Tras el Decreto del 20 de diciembre de 1940, todos las sociedades con denominación extranjera tuvieron que castellanizarse.
- Real Murcia Club de Fútbol "B": (1993-2008) Cambio tras la normativa de la RFEF respecto a equipos filiales.
- Real Murcia Imperial Club de Fútbol: (2008-Act.) Recuperación de la histórica denominación.

### Trayectoria
Desde la primera temporada hasta la actualidad (1936-1939, interrupción a causa de la Guerra Civil).
Desde el año 1952 al año 1954 el Imperial estuvo sin competir por problemas económicos.

### Estadísticas en la Liga española
- Temporadas en Segunda División: 1
- Temporadas en Segunda División B: 2
- Temporadas en Tercera División: 68
- Temporadas en Tercera Federación: 4
- Temporadas en Regional Preferente: 10
- Temporadas en Primera Regional: 5
- Temporadas en Segunda Regional: 2
- Mejor clasificación histórica en la Liga: 8.º (Segunda División 1939/40)

#### Récords y estadísticas en Segunda División de España
- Debut en la Segunda División: 1939/40
- Récords de resultados:
  - Mejor resultado en casa en Segunda División: Imperial FC 3 – 0 Alicante FC (Temporada 1939/40)
  - Mejor resultado fuera de casa en Segunda División: Murcia FC 2 - 1 Imperial FC y Cartagena FC 1 - 0 Imperial FC (Temporada 1939/40)
  - Peor resultado en casa en Segunda División: Imperial FC 2 – 8 Burjassot FC (Temporada 1939/40)
  - Peor resultado fuera de casa en Segunda División: Burjassot FC 5 – 0 Imperial FC (Temporada 1939/40)

### Estadísticas en Copa del Presidente de la República/Copa del Generalísimo/Copa del Rey
- Participaciones: 9
- Mejor clasificación: Dieciesavos de final (Temporada 1931/32)

## Palmarés

### Torneos nacionales
| Competición nacional | Títulos          |
| -------------------- | ---------------- |
| Tercera División (1) | 2007 (Gr. XIII). |